# Ilirjan Pendavinji
Ilirjan Pendavinji (ur. 16 maja 1971) – deputowany do Zgromadzenia Albanii z ramienia Socjalistycznej Partii Albanii.

## Życiorys
Ukończył studia medyczne na Uniwersytecie Tirańskim, następnie w latach 1995-2001 pracował w zawodzie lekarza.
W 2004 roku został członkiem Socjalistycznej Partii Albanii; od 2008 roku przewodzi jej strukturom w Korczy. W wyniku wyborów parlamentarnych w 2013 roku uzyskał mandat deputowanego do Zgromadzenia Albanii z ramienia tej partii. W 2017 roku uzyskał reelekcję.